# Abida pyrenaearia
Abida pyrenaearia is een slakkensoort uit de familie van de Chondrinidae. De wetenschappelijke naam van de soort is voor het eerst geldig gepubliceerd in 1831 door Michaud.